# ボルナ・ソサ
- ボルナ・ソーサ

ボルナ・ソサ（Borna Sosa，1998年1月21日 - ）は、クロアチア・ザグレブ出身のプロサッカー選手。プレミアリーグ・クリスタル・パレスFC所属。クロアチア代表。ポジションはディフェンダー（サイドバック）。

## 経歴

### 幼少期
ポスシェ出身のボスニア・ヘルツェゴビナ系クロアチア人の両親のもと、ザグレブに生まれた。
ディナモ・ザグレブの下部組織で育ち、ダヴィド・アラバをロールモデルとしていた。

### クラブ
2015年3月7日、プルヴァHNLのザグレブ戦に左サイドバックとしてフル出場し、トップチームデビュー。2016年5月10日、フルヴァツキ・ノゴメトニ・クプ決勝のスラヴェン・ベルポ戦でもフル出場し、この大会を制した。

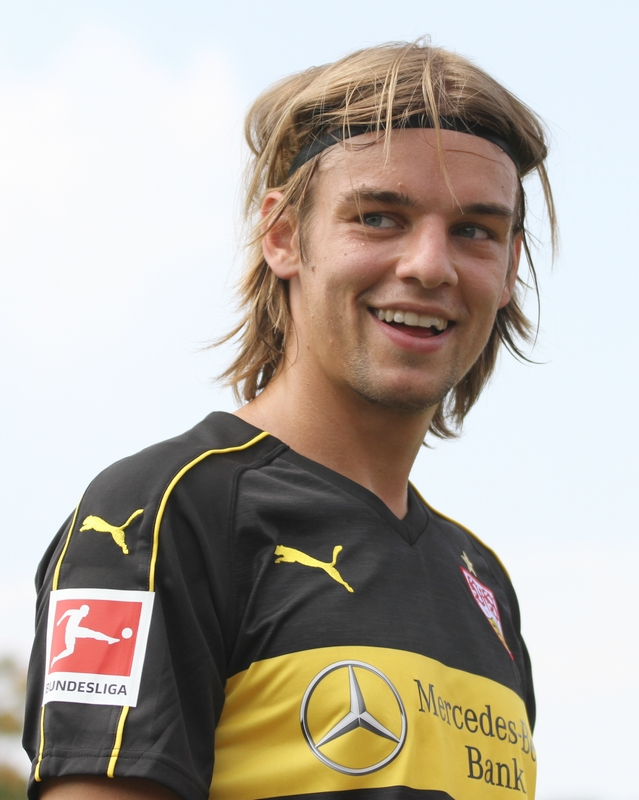
シュトゥットガルトでのソサ（2018年）

2018年5月14日、ドイツのシュトゥットガルトに5年契約で移籍。8月26日、2018-19シーズン開幕節のマインツ戦で初出場。しかし、自身の負傷欠場が多かったこともあり、クラブは2. ブンデスリーガに降格となった。2019-20シーズンも度々怪我に見舞われ、シュトゥットガルトでの最初の2シーズンで、リーグ戦の出場はそれぞれ12試合にとどまった。
2020-21シーズン、クラブはブンデスリーガに復帰し、監督のペッレグリーノ・マタラッツォが3バックシステムを採用すると、ソサは左ウイングバックとして躍動し、「左のベッカム」のようだとも例えられた。2020年11月27日には、クラブと2025年夏までの契約延長に合意した。
2023年9月1日、オランダのアヤックス・アムステルダムに5年契約で移籍。移籍金は1,000万ユーロと報じられた。
2024年8月17日、買い取りオプション付きの1シーズンローンでイタリアのトリノに移籍。トリノでは負傷の影響などもあってセリエAでは19試合の出場にとどまり、シーズン終了後アヤックスに戻ることになった。
2025年7月11日、3年契約でイングランドのクリスタル・パレスに完全移籍。移籍金は300万ポンドとされているが、一部の情報筋は200万ポンドだと語っているとBBCスポーツは報じている。

### 代表
クロアチアの各世代別代表に選出されており、UEFA U-17欧州選手権、FIFA U-17ワールドカップ、UEFA U-21欧州選手権などに出場した。
2018年、FIFAワールドカップに臨むA代表の予備登録メンバーに選ばれたが、23人の本大会出場メンバーからは外れた。
2021年5月、ドイツサッカー連盟からのスカウトもあり、ドイツ国籍を所得。これによりドイツ代表でプレーすることが可能になったと思われたが、2020年11月12日のスコットランド戦に出場した時点で22歳になっており、FIFAの規約に抵触することから「ドイツ代表の出場資格がない」とドイツ代表チームマネージャーのオリバー・ビアホフが認めたことから、ドイツ代表入りの可能性が消滅。その後ソサはクロアチアサッカー連盟やサポーターに謝罪したが、UEFA EURO 2020のクロアチア代表には選出されなかった。
同年8月にFIFAワールドカップ予選でA代表へ初招集され。9月1日のロシア戦でクロアチア代表初出場。
2022年、FIFAワールドカップに臨むメンバーに選出され、主力として5試合に出場した。

## 個人成績

### クラブ
| 国内大会個人成績 | 国内大会個人成績   | 国内大会個人成績 | 国内大会個人成績 | 国内大会個人成績 | 国内大会個人成績 | 国内大会個人成績 | 国内大会個人成績 | 国内大会個人成績 | 国内大会個人成績 | 国内大会個人成績 | 国内大会個人成績 |
| 年度             | クラブ             | 背番号           | リーグ           | リーグ戦         | リーグ戦         | リーグ杯         | リーグ杯         | オープン杯       | オープン杯       | 期間通算         | 期間通算         |
| 年度             | クラブ             | 背番号           | リーグ           | 出場             | 得点             | 出場             | 得点             | 出場             | 得点             | 出場             | 得点             |
| クロアチア       | クロアチア         | クロアチア       | クロアチア       | リーグ戦         | リーグ戦         | リーグ杯         | リーグ杯         | オープン杯       | オープン杯       | 期間通算         | 期間通算         |
| ---------------- | ------------------ | ---------------- | ---------------- | ---------------- | ---------------- | ---------------- | ---------------- | ---------------- | ---------------- | ---------------- | ---------------- |
| 2014-15          | ディナモ・ザグレブ | 28               | プルヴァHNL      | 1                | 0                | -                | -                | 0                | 0                | 1                | 0                |
| 2015-16          | ディナモ・ザグレブ | 35               | プルヴァHNL      | 2                | 0                | -                | -                | 1                | 0                | 3                | 0                |
| 2016-17          | ディナモ・ザグレブ | 35               | プルヴァHNL      | 8                | 0                | -                | -                | 3                | 0                | 11               | 0                |
| 2017-18          | ディナモ・ザグレブ | 3                | プルヴァHNL      | 21               | 0                | -                | -                | 2                | 0                | 23               | 0                |
| ドイツ           | ドイツ             | ドイツ           | ドイツ           | リーグ戦         | リーグ戦         | リーグ杯         | リーグ杯         | DFBポカール      | DFBポカール      | 期間通算         | 期間通算         |
| 2018-19          | シュトゥットガルト | 24               | ブンデスリーガ   | 12               | 0                | -                | -                | 0                | 0                | 12               | 0                |
| 2019-20          | シュトゥットガルト | 24               | 2.ブンデス       | 12               | 1                | -                | -                | 1                | 0                | 13               | 1                |
| 2020-21          | シュトゥットガルト | 24               | ブンデスリーガ   | 26               | 0                | -                | -                | 2                | 0                | 28               | 0                |
| 2021-22          | シュトゥットガルト | 24               | ブンデスリーガ   | 28               | 1                | -                | -                | 2                | 1                | 30               | 2                |
| 2022-23          | シュトゥットガルト | 24               | ブンデスリーガ   | 25               | 2                | -                | -                | 3                | 0                | 28               | 2                |
| 2023-24          | シュトゥットガルト | 24               | ブンデスリーガ   | 2                | 0                | -                | -                | -                | -                | 2                | 0                |
| オランダ         | オランダ           | オランダ         | オランダ         | リーグ戦         | リーグ戦         | リーグ杯         | リーグ杯         | KNVBカップ       | KNVBカップ       | 期間通算         | 期間通算         |
| 2023-24          | アヤックス         | 25               | エールディヴィジ | 16               | 0                | -                | -                | 0                | 0                | 16               | 0                |
| イタリア         | イタリア           | イタリア         | イタリア         | リーグ戦         | リーグ戦         | イタリア杯       | イタリア杯       | オープン杯       | オープン杯       | 期間通算         | 期間通算         |
| 2024-25          | トリノ             | 24               | セリエA          | 19               | 0                | 1                | 0                | -                | -                | 20               | 0                |
| イングランド     | イングランド       | イングランド     | イングランド     | リーグ戦         | リーグ戦         | FLカップ         | FLカップ         | FAカップ         | FAカップ         | 期間通算         | 期間通算         |
| 2025-26          | クリスタル・パレス |                  | プレミアリーグ   |                  |                  |                  |                  |                  |                  |                  |                  |
| 通算             | クロアチア         | クロアチア       | プルヴァHNL      | 32               | 0                | -                | -                | 6                | 0                | 38               | 0                |
| 通算             | ドイツ             | ドイツ           | ブンデスリーガ   | 93               | 3                | -                | -                | 7                | 1                | 100              | 4                |
| 通算             | ドイツ             | ドイツ           | 2.ブンデス       | 12               | 1                | -                | -                | 1                | 0                | 13               | 1                |
| 通算             | オランダ           | オランダ         | エールディヴィジ | 16               | 0                | -                | -                | 0                | 0                | 16               | 0                |
| 通算             | イタリア           | イタリア         | セリエA          | 19               | 0                | 1                | 0                | -                | -                | 20               | 0                |
| 通算             | イングランド       | イングランド     | プレミアリーグ   |                  |                  |                  |                  |                  |                  |                  |                  |
| 総通算           | 総通算             | 総通算           | 総通算           | 172              | 4                | 1                | 0                | 14               | 1                | 187              | 5                |

### 代表
| クロアチア代表 | 国際Aマッチ | 国際Aマッチ |
| 年             | 出場        | 得点        |
| -------------- | ----------- | ----------- |
| 2021           | 5           | 0           |
| 2022           | 8           | 1           |
| 2023           | 5           | 0           |
| 2024           | 8           | 1           |
| 通算           | 26          | 2           |

#### ゴール
| #  | 年月日         | 開催地                                    | 対戦国     | 勝敗 | 試合概要                               |
| -- | -------------- | ----------------------------------------- | ---------- | ---- | -------------------------------------- |
| 1. | 2022年9月22日  | スタディオン・マクシミール（ クロアチア） | デンマーク | ○2-1 | UEFAネーションズリーグ2022-23・リーグA |
| 2. | 2024年10月15日 | ワルシャワ国立競技場（ ポーランド）       | ポーランド | △3-3 | UEFAネーションズリーグ2024-25・リーグA |

## タイトル

### クラブ
ディナモ・ザグレブ
- プルヴァHNL（2015-16, 2017-18）
- フルヴァツキ・ノゴメトニ・クプ（2015-16, 2017-18）[3]

### 個人
- UEFA U-17欧州選手権 優秀選手（2015）[27]